# Eleições gerais na Bolívia em 2025
As eleições gerais na Bolívia foram realizadas em 17 de agosto de 2025. Um segundo turno será realizado em 19 de outubro de 2025. Os eleitores foram às urnas para eleger o presidente e o vice-presidente da Bolívia, 130 membros da Câmara dos Deputados e 36 membros da Câmara dos Senadores.
Na eleição presidencial, como nenhum dos candidatos obteve vitória absoluta, um segundo turno será realizado em 19 de outubro de 2025 entre o senador Rodrigo Paz Pereira e o ex-presidente Jorge Quiroga. O resultado foi descrito como um “grande golpe” para o Movimento ao Socialismo (MAS) de Evo Morales, que dominou a política do país por 20 anos.

## Antecedentes
A eleição foi realizada em meio a um racha dentro do partido governista Movimento ao Socialismo (MAS) protagonizado pelo atual presidente Luis Arce e o ex-presidente Evo Morales. Os ex-aliados se desentenderam após a eleição de Arce em 2020, quando Morales, que estava no exílio após a crise política causada por sua tentativa de reeleição em 2019, retornou e tentou recuperar o controle da liderança do partido. No final de 2024 e início de 2025, a escassez de bens essenciais, incluindo gasolina, diesel, alimentos básicos e medicamentos, causou ainda mais insatisfação com o governo Arce. Evo Morales pediu aos seus apoiadores que boicotassem a votação, em reação à decisão do Estado de não lhe permitir ser candidato no pleito. Baseado num complexo rural guardado por apoiadores, prometendo mobilizar seus apoiadores e “dar batalha nas ruas” se um candidato de direita vencer as eleições. Figuras da direita, como o ex-presidente e candidato Jorge Quiroga, também prometeram prender Morales se vencerem, o que levou sindicatos de coca rurais, como as Seis Federações, a prometerem travar uma guerra de guerrilha em apoio a Morales se tentarem fazê-lo.
Os partidos políticos de direita formaram um Bloco de Unidade para se opor a Arce; entre seus candidatos estavam Samuel Doria Medina e Jorge Quiroga. Morales anunciou sua intenção de concorrer como candidato da Frente para a Vitória (FPV), apesar da proibição de se candidatar novamente à presidência pelo Tribunal Constitucional Plurinacional. O governo respondeu cancelando o registro da FPV, citando sua falha em atingir o limite obrigatório de 3% na eleição anterior.
Em 14 de maio de 2025, o presidente Arce anunciou que não se candidataria a um segundo mandato. O ministro do Governo, Eduardo del Castillo, foi nomeado pelo MAS para substituí-lo. Em 16 de maio, manifestantes que tentavam registrar Morales como candidato entraram em confronto com a polícia em La Paz.
Vários candidatos, incluindo Quiroga e Chi Hyun Chung, tentaram registrar suas campanhas sob o nome de partidos menores. A Frente Revolucionária de Esquerda (FRI) de Quiroga e o Movimento Nacionalista Revolucionário (MNR) de Chung historicamente adotaram posições ideológicas diferentes das de seus candidatos.

## Sistema eleitoral
O voto é obrigatório na Bolívia. Para as eleições de 2025, cerca de 7,9 milhões de pessoas têm direito a voto. Os candidatos precisam obter mais de 50% dos votos, ou pelo menos 40% com uma vantagem de 10 pontos sobre o segundo colocado, para evitar um segundo turno.

## Candidatos
| Candidatura | Candidatura | Partidos e alianças | Candidato presidencial | Candidato presidencial         | Experiência | Candidato a vice-presidente |
| ----------- | ----------- | --- | ---------------------- | ------------------------------ | --- | --------------------------- |
|             | AP          | Lista - Movimento Terceiro Sistema (MTS) - Partido Socialista Revolucionário (PSR) - Movimento Autonomista pelo Trabalho e pela Estabilidade (MATE)      |                        | Andrónico Rodríguez (36 anos)  | Presidente da Câmara dos Senadores (2020–atualidade) Senador porCochabamba (2020–atualidade)                                                      | Mariana Prado               |
|             | LYP-ADN     | Lista - Ação Democrática Nacionalista (ADN) - Pando Somos Todos (PST) - Nacionalidades Autônomas para a Mudança e o Empoderamento Revolucionário (NACER) |                        | Pavel Aracena (55 anos)        | Engenheiro | Victor Hugo Núñez del Prado |
|             | APB Súmate  | Lista - Autonomia para a Bolívia – Súmate (APB Súmate)                                                                                                   |                        | Manfred Reyes Villa (70 anos)  | Prefeito deCochabamba (1994–2000, 2021–atualidade) Prefeito de Cochabamba (2006–2008) Candidato a presidente em 2002 e2009                        | Juan Carlos Medrano         |
|             | LIBRE       | Lista - Frente Revolucionária de Esquerda (FRI) - [[Movimento Social Democrata (Bolívia)Movimento Social Democrata\|]] (Democratas)                      |                        | Jorge Quiroga (65 anos)        | 62° Presidente da Bolívia (2001–2002) 36° Vice Presidente da Bolívia (1997–2001) Ministro das Finanças (1992)Candidato a presidente em 2005 e2014 | Juan Pablo Velasco          |
|             | FP          | Lista - Unidade Cívica Solidária (UCS) - Movimento Original Popular (MOP)                                                                                |                        | Jhonny Fernández (61 anos)     | Prefeito de Santa Cruz de la Sierra (1995–2002, 2021–atualidade) Presidential candidate in 2002                                                   | Rosa Huanca                 |
|             | MAS-IPSP    | Lista - Movimento ao Socialismo – Instrumento Político para a Soberania dos Povos (MAS-IPSP)                                                             |                        | Eduardo del Castillo (36 anos) | Ministro de Governo (2020–2025) | Milan Berna                 |
|             | Unidad      | Lista - Frente de Unidade Nacional (“UN”) - Acreditamos (Creemos)                                                                                        |                        | Samuel Doria Medina (66 anos)  | Ministro do Planejamento e Coordenação (1991–1993) Candidato a presidente em 2005, 2009 e 2014                                                    | José Luis Lupo              |
|             | PDC         | Lista - Partido Democrata Cristão (PDC) |                        | Rodrigo Paz Pereira (57 anos)  | Senador por Tarija (2020–atualidade) Prefeito de Tarija (2015–2020) Deputado por Tarija (2002–2009)                                               | Edmand Lara                 |

### Desistiram
| Candidatura | Candidatura | Partidos e alianças                              | Candidato presidencial | Candidato presidencial | Experiência | Candidato a vice-presidente | Data de retirada    |
| ----------- | ----------- | ------------------------------------------------ | ---------------------- | ---------------------- | --- | --------------------------- | ------------------- |
|             | NGP         | Lista - Nova Geração Patriótica (NGP)            |                        | Fidel Tapia            | Nenhum | Edgar Uriona Veizaga        | 26 de junho de 2025 |
|             | MORENA      | Lista - Movimento de Renovação Nacional (MORENA) |                        | Eva Copa (38 anos)     | Prefeita de El Alto (2021–atualidade) Presidente da Câmara dos Senadores (2019–2020) Senadora por La Paz (2015–2020) | Jorge Richter               | 28 de julho de 2025 |

### Desqualificados
As seguintes personalidades notáveis têm sido alvo de especulações sobre sua possível candidatura ou declararam seu interesse, mas foram consideradas inelegíveis pelo TCP ou estão impedidas de concorrer por outros motivos.
- Chi Hyun Chung (AMAR), médico e candidato presidencial em 2019[21]
- Jaime Dunn (NGP), consultor financeiro[22]
- Evo Morales (EVO Pueblo), 65º Presidente da Bolívia (2006–2019)[23]

- Médico
Chi Hyun Chung
- 65° Presidente da Bolívia
Evo Morales
- Consultor financeiro
Jaime Dunn

### Recusaram a concorrer
As seguintes personalidades notáveis têm sido alvo de especulações sobre uma possível candidatura, mas negaram publicamente qualquer interesse em concorrer:
- Luis Arce (MAS-IPSP), presidente da Bolívia (2020-presente)[24][25][26]
- Amparo Ballivián, ex-ministro da Habitação[27]
- Luis Fernando Camacho (Cremos), Governador de Santa Cruz (2021–2024)[28] (preso)[29]
- Vicente Cuéllar (Cambio25), reitor da Universidade Autônoma Gabriel René Moreno[30]
- Rubén Costas (MDS), governador do departamento de Santa Cruz (2015–2021) [31]
- Carlos Mesa (CC), ex-presidente da Bolívia (2003–2005)[32][33]
- Branko Marinković (ADN), ex-ministro da Economia e Finanças Públicas (2020)
- Eduardo Rodríguez Veltzé (Independente), ex-presidente da Bolívia (2005–2006)[34]
- Jaime Soliz (PDC), ex-procurador do departamento de Santa Cruz (2005–2010)[35]

- Presidente da Bolívia
Luis Arce
- Ex-governador de Santa Cruz
Luis Fernando Camacho
- Ex-presidente da Bolívia
Carlos Mesa

## Campanha
A eleição contou com o primeiro debate televisionado em 20 anos, após uma proibição imposta durante a presidência de Evo Morales. Durante o debate, Samuel Doria acusou Eduardo del Castillo de ligações com traficantes de drogas, enquanto este criticou as tentativas eleitorais anteriores de Doria para conquistar a presidência. Andronico Rodríguez e Jorge Quiroga entraram em confronto devido ao suposto envolvimento em execuções extrajudiciais.
Após sua exclusão da eleição, Evo Morales alertou que a Bolívia entraria em “convulsão” se a votação prosseguisse e chamou Andronico Rodriguez de “traidor” por concorrer contra ele. Morales posteriormente pediu a seus apoiadores que votassem em branco, afirmando que teria vencido a eleição se o número de votos nulos excedesse a porcentagem obtida pelo candidato mais votado.
Andronico Rodriguez fez campanha com o slogan “Unidade para todos”, o slogan de Doria era “100 dias, droga!”, inspirado em uma frase que ele proferiu após sobreviver a um acidente de avião em 2005. Del Castillo fez campanha com o slogan “Somos uma opção nacional com ideias autênticas”.

## Pesquisas de opinião

### Após o registo das candidaturas
| Empresa de pesquisa eleitoral       | Data da pesquisa          | Tamanho da amostra |                   |                 |         |              |                     |              |              |                 |             |           | Votos em branco | Votos nulos | Indecisos |     |   |   |      |      |     |
| Empresa de pesquisa eleitoral       | Data da pesquisa          | Tamanho da amostra | D. Medina Unidade | Quiroga Libre   | Paz PDC | Rodríguez AP | R. Villa APB Súmate | Castillo MAS | Fernández FP | Aracena LYP-ADN | Copa MORENA | Tapia NGP | Votos em branco | Votos nulos | Indecisos |     |   |   |      |      |     |
| ----------------------------------- | ------------------------- | ------------------ | ----------------- | --------------- | ------- | ------------ | ------------------- | ------------ | ------------ | --------------- | ----------- | --------- | --------------- | ----------- | --------- | --- | - | - | ---- | ---- | --- |
| Empresa de pesquisa eleitoral       | Data da pesquisa          | Tamanho da amostra | AtlasIntel        | 11-13 de agosto | 1,916   | 18.0         | 22.3                | 7.5          | 11.4         | 4.0             | 8.1         | 2.6       | Votos em branco | Votos nulos | Indecisos | 3.1 | – | – | 14.6 | 14.6 | 8.4 |
| Ipsos CIESMORI/UNITEL               | 2-6 de agosto             | 2,500              | 21.2              | 20.0            | 8.3     | 5.5          | 7.7                 | 1.5          | 2.0          | 0.5             | 0.2         | –         | 5.2             | 14.6        | 13.3      |     |   |   |      |      |     |
| SPIE/El Deber                       | 31 de julho a 4 de agosto | 2,500              | 23.6              | 24.5            | 9.1     | 8.5          | 8.8                 | 1.8          | 2.4          | 0.3             | 0.2         | –         | 9.9             | 5.7         | 5.1       |     |   |   |      |      |     |
| Captura Consulting/Red Uno          | 27 de julho a 3 de agosto | 2,500              | 21.6              | 20.0            | 6.4     | 7.2          | 9.7                 | 2.0          | 2.0          | 0.7             | 0.4         | –         | 5.0             | 10.6        | 14.4      |     |   |   |      |      |     |
| SPIE/El Deber                       | 25-28 de julho            | 2,500              | 24.5              | 22.9            | 7.6     | 7.4          | 7.2                 | 2.1          | 1.7          | 0.4             | 1.0         | –         | 12.1            | 7.4         | 5.5       |     |   |   |      |      |     |
| Ipsos CIESMORI/UNITEL               | 25-27 de julho            | 2,500              | 21.5              | 19.6            | 4.3     | 6.1          | 8.3                 | 2.1          | 1.8          | 0.3             | 0.4         | –         | 8.1             | 13.6        | 12.4      |     |   |   |      |      |     |
| SPIE/El Deber                       | 5-10 de julho             | 2,500              | 21.8              | 20.7            | 4.0     | 8.3          | 10.0                | 1.9          | 2.5          | 0.4             | 1.1         | 4.8       | 14.8            | 4.5         | 5.3       |     |   |   |      |      |     |
| Ipsos CIESMORI/UNITEL               | 5-7 de julho              | 2,500              | 18.7              | 18.1            | 3.2     | 11.8         | 8.2                 | 2.3          | 2.5          | 0.2             | 0.6         | 2.4       | 8.2             | 12.5        | 11.3      |     |   |   |      |      |     |
| Captura Consulting/Red Uno-Cadena A | 10-20 de junho            | 2,500              | 19.6              | 16.6            | 6.4     | 13.7         | 8.8                 | 1.4          | 3.8          | –               | 1.1         | 0.7       | 5.0             | 7.4         | 15.5      |     |   |   |      |      |     |
| SPIE/El Deber                       | 7-14 de junho             | 2,500              | 24.0              | 22.1            | 5.6     | 14.7         | 9.4                 | 1.7          | 2.6          | 0.6             | 1.4         | 0.7       | 9.8             | 4.5         | 3.0       |     |   |   |      |      |     |
| Ipsos CIESMORI/UNITEL               | 22-26 de maio             | 2,500              | 19.1              | 18.4            | 4.3     | 14.2         | 7.9                 | 2.3          | 3.7          | 0.5             | 1.7         | 1.0       | 6.5             | 10.5        | 10.0      |     |   |   |      |      |     |

| Fonte              | Data           | Amostra      | Link         | Morales FPV | Quiroga FRI | Reyes Villa APB Súmate | Rodríguez MAS | Doria Medina FUN | Chung AMAR | Arce MAS | Choquehuanca MAS | Cuéllar Cambio25 | Outros | Nulos/Brancos | Indecisos | Liderança |
| ------------------ | -------------- | ------------ | ------------ | --- | --- | --- | --- | --- | --- | --- | --- | --- | --- | --- | --- | --- |
| Fonte              | Data           | Amostra      | Link         | | | | | | | | | | Outros | Nulos/Brancos | Indecisos | Liderança |
| 15 maio 2025       | 15 maio 2025   | 15 maio 2025 | 15 maio 2025 | A delegação da Bolívia nas Nações Unidas anuncia a indicação de David Choquehuanca como candidato a Secretário-Geral das Nações Unidas. | A delegação da Bolívia nas Nações Unidas anuncia a indicação de David Choquehuanca como candidato a Secretário-Geral das Nações Unidas. | A delegação da Bolívia nas Nações Unidas anuncia a indicação de David Choquehuanca como candidato a Secretário-Geral das Nações Unidas. | A delegação da Bolívia nas Nações Unidas anuncia a indicação de David Choquehuanca como candidato a Secretário-Geral das Nações Unidas. | A delegação da Bolívia nas Nações Unidas anuncia a indicação de David Choquehuanca como candidato a Secretário-Geral das Nações Unidas. | A delegação da Bolívia nas Nações Unidas anuncia a indicação de David Choquehuanca como candidato a Secretário-Geral das Nações Unidas. | A delegação da Bolívia nas Nações Unidas anuncia a indicação de David Choquehuanca como candidato a Secretário-Geral das Nações Unidas. | A delegação da Bolívia nas Nações Unidas anuncia a indicação de David Choquehuanca como candidato a Secretário-Geral das Nações Unidas. | A delegação da Bolívia nas Nações Unidas anuncia a indicação de David Choquehuanca como candidato a Secretário-Geral das Nações Unidas. | A delegação da Bolívia nas Nações Unidas anuncia a indicação de David Choquehuanca como candidato a Secretário-Geral das Nações Unidas. | A delegação da Bolívia nas Nações Unidas anuncia a indicação de David Choquehuanca como candidato a Secretário-Geral das Nações Unidas. | A delegação da Bolívia nas Nações Unidas anuncia a indicação de David Choquehuanca como candidato a Secretário-Geral das Nações Unidas. | A delegação da Bolívia nas Nações Unidas anuncia a indicação de David Choquehuanca como candidato a Secretário-Geral das Nações Unidas. |
| 14 maio 2025       | 14 maio 2025   | 14 maio 2025 | 14 maio 2025 | O Tribunal Constitucional da Bolívia confirma a decisão que impede a candidatura de Evo Morales.                                        | O Tribunal Constitucional da Bolívia confirma a decisão que impede a candidatura de Evo Morales.                                        | O Tribunal Constitucional da Bolívia confirma a decisão que impede a candidatura de Evo Morales.                                        | O Tribunal Constitucional da Bolívia confirma a decisão que impede a candidatura de Evo Morales.                                        | O Tribunal Constitucional da Bolívia confirma a decisão que impede a candidatura de Evo Morales.                                        | O Tribunal Constitucional da Bolívia confirma a decisão que impede a candidatura de Evo Morales.                                        | O Tribunal Constitucional da Bolívia confirma a decisão que impede a candidatura de Evo Morales.                                        | O Tribunal Constitucional da Bolívia confirma a decisão que impede a candidatura de Evo Morales.                                        | O Tribunal Constitucional da Bolívia confirma a decisão que impede a candidatura de Evo Morales.                                        | O Tribunal Constitucional da Bolívia confirma a decisão que impede a candidatura de Evo Morales.                                        | O Tribunal Constitucional da Bolívia confirma a decisão que impede a candidatura de Evo Morales.                                        | O Tribunal Constitucional da Bolívia confirma a decisão que impede a candidatura de Evo Morales.                                        | O Tribunal Constitucional da Bolívia confirma a decisão que impede a candidatura de Evo Morales.                                        |
| 13 maio 2025       | 13 maio 2025   | 13 maio 2025 | 13 maio 2025 | Luis Arce retira sua candidatura à reeleição.                                                                                           | Luis Arce retira sua candidatura à reeleição.                                                                                           | Luis Arce retira sua candidatura à reeleição.                                                                                           | Luis Arce retira sua candidatura à reeleição.                                                                                           | Luis Arce retira sua candidatura à reeleição.                                                                                           | Luis Arce retira sua candidatura à reeleição.                                                                                           | Luis Arce retira sua candidatura à reeleição.                                                                                           | Luis Arce retira sua candidatura à reeleição.                                                                                           | Luis Arce retira sua candidatura à reeleição.                                                                                           | Luis Arce retira sua candidatura à reeleição.                                                                                           | Luis Arce retira sua candidatura à reeleição.                                                                                           | Luis Arce retira sua candidatura à reeleição.                                                                                           | Luis Arce retira sua candidatura à reeleição.                                                                                           |
| Panterra           | 30 mar 2025    | 5.000        | [ 58 ]       | – | 15% | 11% | 25% | 16% | 13% | – | – | – | – | – | 20% | 9% |
| Captura Consulting | 27 mar 2025    | 1.500        | [ 59 ]       | – | 16% | 13% | 18% | 17% | 11% | 1% | – | – | 4% | – | 14% | 1% |
| 8 mar 2025         | 8 mar 2025     | 8 mar 2025   | 8 mar 2025   | Vicente Cuéllar retira sua candidatura e declara apoio a Doria Medina.                                                                  | Vicente Cuéllar retira sua candidatura e declara apoio a Doria Medina.                                                                  | Vicente Cuéllar retira sua candidatura e declara apoio a Doria Medina.                                                                  | Vicente Cuéllar retira sua candidatura e declara apoio a Doria Medina.                                                                  | Vicente Cuéllar retira sua candidatura e declara apoio a Doria Medina.                                                                  | Vicente Cuéllar retira sua candidatura e declara apoio a Doria Medina.                                                                  | Vicente Cuéllar retira sua candidatura e declara apoio a Doria Medina.                                                                  | Vicente Cuéllar retira sua candidatura e declara apoio a Doria Medina.                                                                  | Vicente Cuéllar retira sua candidatura e declara apoio a Doria Medina.                                                                  | Vicente Cuéllar retira sua candidatura e declara apoio a Doria Medina.                                                                  | Vicente Cuéllar retira sua candidatura e declara apoio a Doria Medina.                                                                  | Vicente Cuéllar retira sua candidatura e declara apoio a Doria Medina.                                                                  | Vicente Cuéllar retira sua candidatura e declara apoio a Doria Medina.                                                                  |
| 26 fev 2025        | 26 fev 2025    | 26 fev 2025  | 26 fev 2025  | Luis Arce anuncia sua candidatura, pendente de decisão final do MAS.                                                                    | Luis Arce anuncia sua candidatura, pendente de decisão final do MAS.                                                                    | Luis Arce anuncia sua candidatura, pendente de decisão final do MAS.                                                                    | Luis Arce anuncia sua candidatura, pendente de decisão final do MAS.                                                                    | Luis Arce anuncia sua candidatura, pendente de decisão final do MAS.                                                                    | Luis Arce anuncia sua candidatura, pendente de decisão final do MAS.                                                                    | Luis Arce anuncia sua candidatura, pendente de decisão final do MAS.                                                                    | Luis Arce anuncia sua candidatura, pendente de decisão final do MAS.                                                                    | Luis Arce anuncia sua candidatura, pendente de decisão final do MAS.                                                                    | Luis Arce anuncia sua candidatura, pendente de decisão final do MAS.                                                                    | Luis Arce anuncia sua candidatura, pendente de decisão final do MAS.                                                                    | Luis Arce anuncia sua candidatura, pendente de decisão final do MAS.                                                                    | Luis Arce anuncia sua candidatura, pendente de decisão final do MAS.                                                                    |
| 20 fev 2025        | 20 fev 2025    | 20 fev 2025  | 20 fev 2025  | Evo Morales anuncia sua intenção de concorrer novamente à presidência.                                                                  | Evo Morales anuncia sua intenção de concorrer novamente à presidência.                                                                  | Evo Morales anuncia sua intenção de concorrer novamente à presidência.                                                                  | Evo Morales anuncia sua intenção de concorrer novamente à presidência.                                                                  | Evo Morales anuncia sua intenção de concorrer novamente à presidência.                                                                  | Evo Morales anuncia sua intenção de concorrer novamente à presidência.                                                                  | Evo Morales anuncia sua intenção de concorrer novamente à presidência.                                                                  | Evo Morales anuncia sua intenção de concorrer novamente à presidência.                                                                  | Evo Morales anuncia sua intenção de concorrer novamente à presidência.                                                                  | Evo Morales anuncia sua intenção de concorrer novamente à presidência.                                                                  | Evo Morales anuncia sua intenção de concorrer novamente à presidência.                                                                  | Evo Morales anuncia sua intenção de concorrer novamente à presidência.                                                                  | Evo Morales anuncia sua intenção de concorrer novamente à presidência.                                                                  |
| UAGRM              | 14 fev 2025    | 2.200        | [ 63 ]       | 14% | 8% | 15% | 10% | 10% | 14% | 2% | – | 1% | 4% | – | 7% | 1% |
| Captura Consulting | 23 jan–7 fev   | –            | [ 64 ]       | 8% | 19% | 13% | – | 16% | 13% | 2% | – | – | 9% | – | 19% | 3% |
| Bolivia360         | 5–21 jan 2025  | 2.000        | [ 65 ]       | – | 9% | 15% | 16% | 8% | 13% | 2% | – | 2% | 7% | – | 8% | 1% |
| Diagnosis          | 11–12 jan 2025 | 1.800        | [ 66 ]       | 9% | 10% | 15% | 10% | 9% | 5% | 7% | 2% | 3% | 13% | 5% | 10% | 2% |
| 5 jan 2025         | 5 jan 2025     | 5 jan 2025   | 5 jan 2025   | Manfred Reyes Villa anuncia sua candidatura.                                                                                            | Manfred Reyes Villa anuncia sua candidatura.                                                                                            | Manfred Reyes Villa anuncia sua candidatura.                                                                                            | Manfred Reyes Villa anuncia sua candidatura.                                                                                            | Manfred Reyes Villa anuncia sua candidatura.                                                                                            | Manfred Reyes Villa anuncia sua candidatura.                                                                                            | Manfred Reyes Villa anuncia sua candidatura.                                                                                            | Manfred Reyes Villa anuncia sua candidatura.                                                                                            | Manfred Reyes Villa anuncia sua candidatura.                                                                                            | Manfred Reyes Villa anuncia sua candidatura.                                                                                            | Manfred Reyes Villa anuncia sua candidatura.                                                                                            | Manfred Reyes Villa anuncia sua candidatura.                                                                                            | Manfred Reyes Villa anuncia sua candidatura.                                                                                            |

### 2021–2024
| Data           | Instituto de pesquisa  | Morales MAS | Mesa CC | Rodríguez MAS | Galindo Ind. | Manfred Súmate | Arce MAS | Chi Hyun Ind. | Camacho Creemos | Quiroga Libre 21 | Copa Ind. | Medina UN | Cuellar Cambio25 | Soliz PDC | Claure Ind. | Lara NIL | Paz CC | Choquehuanca MAS | Indecisos | Vantagem |
| -------------- | ---------------------- | ----------- | ------- | ------------- | ------------ | -------------- | -------- | ------------- | --------------- | ---------------- | --------- | --------- | ---------------- | --------- | ----------- | -------- | ------ | ---------------- | --------- | -------- |
| Data           | Instituto de pesquisa  |             |         |               |              |                |          |               |                 |                  |           |           |                  |           |             |          |        |                  | Indecisos | Vantagem |
| 15 nov 2024    | Consultora Morris      | –           | 1%      | 25%           | –            | 35%            | 12%      | 1%            | 6%              | 14%              | –         | 2%        | 0.8%             | –         | –           | –        | 0.2%   | –                | –         | 10%      |
| 2–15 nov 2024  | Panterra               | 17%         | 6%      | –             | –            | 18%            | 4%       | –             | 9%              | 9%               | –         | 13%       | –                | –         | –           | –        | –      | 21%              | 1%        |          |
| set 2024       | Diagnosis              | 10%         | 8%      | 10%           | –            | 10%            | 16%      | –             | 4%              | –                | –         | 4%        | 9%               | –         | –           | –        |        | 3%               | 9%        | 6%       |
| jun 2024       | Captura Consulting     | –           | 6%      | 13%           | 10%          | 13%            | –        | 6%            | 10%             | 4%               | –         | 9%        | 5%               | –         | –           | 3%       |        | –                | 19%       | 0        |
| mai 2024       | Diagnosis              | 9%          | 9%      | 7%            |              | 5%             | 19%      | –             | 3%              | –                | –         | 2%        | 7%               | –         | –           | –        | –      | –                | 10%       | 12%      |
| abr 2024       | Coolosa Comunicaciones | 7,73%       | 7,52%   | 0,79%         | 5,80%        | 11,06%         | 8,79%    | –             | 1,71%           | 3,86%            | 1,25%     | 5,95%     | 10,77%           | 1,29%     | –           | 5,04%    | 2,82%  | –                | 4,22%     | 0,83%    |
| 16–17 mar 2024 | Diagnosis              | 12%         | 10%     | 7%            | –            | 2%             | 17%      | –             | 2%              | –                | –         | 4%        | 9%               | –         | –           |          | –      | –                | –         | 5%       |
| 15 mar 2024    | Captura Consulting     | –           | 8%      | 11%           | 7%           | 12%            | 16%      | 2%            | 7%              | –                | –         | 9%        | 3%               | –         | 7%          |          | –      | –                | 18%       | 4%       |
| nov 2023       | Diagnosis              | 11%         | 12%     | –             | –            | 3%             | 21%      | –             | 4%              | –                | –         | 5%        | 9%               | –         | –           |          | –      | –                | 12%       | 9%       |

## Conduta
A votação começou às 8h e foi até às 16h. Evo Morales votou nulo na Província de Chapare, durante a qual foi protegido de uma possível prisão por membros de um sindicato de produtores de coca que formaram uma corrente humana ao seu redor.
Uma multidão atirou pedras contra Andrónico Rodríguez enquanto ele votava em Entre Ríos, Cochabamba.

## Resultados
| Candidato             | Partido / Coligação               | Votos     | %     |
| --------------------- | --------------------------------- | --------- | ----- |
| Rodrigo Paz Pereira   | Partido Democrata Cristão         | 1,559,489 | 32,10 |
| Jorge Quiroga         | Libre - Liberdade e Democracia    | 1,310,846 | 26,98 |
| Samuel Doria Medina   | Unidade Nacional                  | 969,885   | 19,97 |
| Andrónico Rodríguez   | Aliança Popular                   | 393,801   | 8,11  |
| Manfred Reyes Villa   | Autonomia para a Bolívia - Súmate | 322,639   | 6,64  |
| Eduardo Del Castillo  | Movimento ao Socialismo           | 152,818   | 3,15  |
| Jhonny Fernández      | Força do Povo                     | 77,820    | 1,60  |
| Pavel Aracena         | Liberdade e Progresso ADN         | 70,466    | 1,45  |
| Total                 | Total                             | 4,857,764 | 100   |
|                       |                                   |           |       |
| Votos válidos         | Votos válidos                     | 4,857,764 | 99.92 |
| Votos inválidos       | Votos inválidos                   | 3,632     | 0,07  |
|                       | Votos em branco                   | 291       | 0,01  |
| Votos totais          | Votos totais                      | 4,861,687 | 100   |
| Eleitores registrados | Eleitores registrados             | 7,937,138 | 61,27 |
| Fonte:                |                                   |           |       |